# Ordine lessicografico
L'ordine lessicografico è un criterio di ordinamento di stringhe costituite da una sequenza di simboli per cui è già presente un ordine interno. La regola di ordinamento corrisponde a quella utilizzata nei dizionari, da cui deriva il nome, anche se è estesa ad un qualunque insieme di simboli.

## Definizione
Un alfabeto finito totalmente ordinato di simboli è un insieme {\displaystyle \Sigma =\left(\delta _{1},\delta _{2},....\delta _{n}\right)}, dotato di un ordine totale {\displaystyle \delta _{1}<\delta _{2}<\,\ldots <\delta _{n}}.
Date due sequenze di simboli
{\displaystyle I=\delta _{i_{1}}\delta _{i_{2}}\ldots \delta _{i_{n}}}
{\displaystyle J=\delta _{j_{1}}\delta _{j_{2}}\ldots \delta _{j_{m}}},
si dice che {\displaystyle I<J} se esiste un numero {\displaystyle k\in \mathbb {N} } per cui {\displaystyle \delta _{i_{1}}\delta _{i_{2}}\ldots \delta _{i_{k}}=\delta _{j_{1}}\delta _{j_{2}}\ldots \delta _{j_{k}}} e vale una delle seguenti relazioni:
{\displaystyle \delta _{i_{k+1}}<\delta _{j_{k+1}}}
{\displaystyle k=n\land n<m}.

## Algoritmo di confronto
La regola data sopra è equivalente al seguente algoritmo di confronto:
- si pone {\displaystyle n=1}
- si confrontano i simboli nella posizione n-esima della stringa:
  - se una delle due stringhe non possiede l'elemento n-esimo, allora è minore dell'altra e l'algoritmo termina
  - se entrambe le stringhe non possiedono l'elemento n-esimo, allora sono uguali e l'algoritmo termina
  - se i simboli sono uguali, si passa alla posizione successiva della stringa ({\displaystyle n\rightarrow n+1})
  - se questi sono diversi, il loro ordine è l'ordine delle stringhe

## L'ordine lessicografico sull'insieme prodotto
Data una famiglia di insiemi {\displaystyle {\mathcal {A}}=\left\{A_{1},\,A_{2},\,\ldots ,\,A_{n}\right\}}, con i rispettivi ordini totali {\displaystyle \left\{<_{1},\,<_{2},\,\ldots ,\,<_{n}\right\}}, l'ordine lessicografico dell'insieme prodotto
{\displaystyle A_{1}\times A_{2}\times \ldots \times A_{n}}
è dato da
{\displaystyle (a_{1},a_{2},\dots ,a_{n})<^{d}(b_{1},b_{2},\dots ,b_{n})\iff (\exists \ m>0)\ (\forall \ i<m)(a_{i}=b_{i})\land (a_{m}<_{m}b_{m})}.
Con questa regola ogni posizione della stringa può corrispondere a simboli e criteri di ordinamento diversi; per {\displaystyle A_{1}=A_{2}=\ldots =A_{n}=\Sigma }, con lo stesso ordine totale, si ottiene la definizione precedentemente data.

## Proprietà
La relazione tra stringhe definita dall'insieme lessicografico è di ordine parziale stretto e gode pertanto della proprietà transitiva e asimmetrica.

## Monomi
In algebra, e particolarmente in algebra computazionale è fondamentale avere un ordinamento sui termini di un polinomio, ovvero un ordine monomiale; questo problema può essere risolto con una variante dell'ordine lessicografico. In pratica, dato un alfabeto ordinato di variabili {\displaystyle x_{1},x_{2},\ldots } si possono ordinare tutti i monomi considerando dapprima l'esponente di {\displaystyle x_{1}}, quindi l'esponente di {\displaystyle x_{2}} e così via, finché non si trova una differenza tra gli esponenti. A questo punto si considera minore il monomio per cui l'esponente è minore.
In simboli, se {\displaystyle \mathbf {a} =x_{1}^{a_{1}}x_{2}^{a_{2}}\ldots } e {\displaystyle \mathbf {b} =x_{1}^{b_{1}}x_{2}^{b_{2}}\ldots }, con {\displaystyle a_{i},b_{i}\in \mathbb {Z} }, sono due monomi, e {\displaystyle k} è il minimo valore per cui {\displaystyle a_{k}\neq b_{k}}, allora {\displaystyle \mathbf {a} <\mathbf {b} \Leftrightarrow a_{k}<b_{k}}, e {\displaystyle \mathbf {a} >\mathbf {b} \Leftrightarrow a_{k}>b_{k}}.